# 中国农业科学院
中国农业科学院成立于1957年3月1日，是隶属于中华人民共和国农业农村部的国家级农业科研机构，位于北京市海淀区中关村南大街12号。中国农业科学院共有两院院士17人。中国农业科学院下设10个职能部门，34个直属研究所。

## 历史沿革
1936年9月，日本外务省文化事业部在青岛江苏路19号设立了华北产业科学研究所，以开展山东地区农业改良的相关试验研究。1937年，卢沟桥事变爆发，日军占领北京，产研于同年12月移至北京。1938年4月，产研受中华民国临时政府委托建立了中央农事试验场，其办事处设在北京西城鲍家街21号的民国大学旧址，实验农场则设在西郊的白祥庵村，新所址、实验室的建设也在白祥庵村展开。同年9月，中央农事试验场并入产研。1940年6月1日，中央农事试验场更名为华北农事试验场。1943年10月15日，白祥庵村的北京本部新楼完工，实验室、办公室随后迁移至此。在这段时间中，华北农事试验场不断接管其它华北地区已有的试验场，同时也新建了一批试验场，形成了遍布华北地区的试验场网络，1943年年末时本场与各支场共计有员工636人。
1945年8月15日，日本宣布无条件投降，同年10月中旬国民政府接收产研，其农业部分由中央农业实验所接收，成为北平农事试验场；林业部份由中央林业实验所接收，成为北平林业试验场，畜牧部分由中央畜牧实验所接收，成为华北畜牧兽医工作站。在此期间，由于人才缺乏与管理不善，除北平农事试验场有零星研究成果外，其余单位的研究工作已完全停顿。
1949年2月，北平和平解放，北平农事试验场与林业实验所、畜牧试验所、兽疫防治处和河北省农业改进所于同年5月1日合并成立华北农业科学研究所。新中国成立后，国家进入计划经济建设，农业增产任务很大。为配合农业合作化运动、统一全国农业科学工作的领导，中央农村工作部于1954年9月16日批准农业部筹建中国农业科学院。1957年3月1日，中国农业科学院在华北农业科学研究所的所址上成立，丁颖院士任中国农业科学院首任院长。同年4月15日农业部发布通知，原属农业部直接领导的华北农业科学研究所、东北农业科学研究所、西北农业科学研究所、华东农业科学研究所、华中农业科学研究所、华南农业科学研究所、西南农业科学研究所、哈尔滨兽医科学研究所、兰州畜牧兽医科学研究所筹备处、镇江蚕业研究所、农业机械化研究所筹备处均交由中国农业科学院领导。
1964年10月14日，丁颖院长因病离世，次年7月19日，金善宝接任中国农业科学院院长。1966年，文化大革命爆发，军宣队于1967年12月27日进驻农科院，工宣队于1969年1月进驻农科院。文革开始后，大批职工被下放，大量实验农场被侵占，科研机构也遭到削弱。1970年8月23日，国务院副总理纪登奎对“关于农科院、林科院体制改革的报告”批示，“同意报告第三次下放的方案，作为第一步。留下的新机构620人，待再审查一次另批。”同年，中国农业科学院与中国林业科学研究院合并为中国农林科学院。1978年3月13日，中国农业科学院和中国林业科学研究院恢复建制。
2022年8月28日，中国农业科学院生物安全研究中心落戶上海。

## 机构设置
根据有关规定，中国农业科学院内设机构为副司局级。中国农业科学院设置下列机构： 

### 内设机构
- 办公室
- 科技管理局
- 人事局
- 财务局
- 发展建设局
- 国际合作局
- 成果转化局
- 重大任务局
- 直属机关党委
- 监察局

### 直属事业单位
- 作物科学研究所
- 植物保护研究所
- 蔬菜花卉研究所
- 农业环境与可持续发展研究所
- 北京畜牧兽医研究所
- 蜜蜂研究所
- 饲料研究所
- 农产品加工研究所
- 生物技术研究所
- 农业经济与发展研究所
- 农业资源与农业区划研究所
- 农业信息研究所
- 农业质量标准与检测研究所
- 农业农村部食物与营养发展研究所
- 中国农业科学技术出版社
- 农田灌溉研究所
- 水稻研究所（中国水稻研究所）
- 棉花研究所
- 油料作物研究所
- 麻类研究所
- 甜菜研究所
- 果树研究所
- 郑州果树研究所
- 茶叶研究所
- 哈尔滨兽医研究所
- 兰州兽医研究所
- 兰州畜牧与兽药研究所
- 上海兽医研究所
- 草原研究所
- 特产研究所
- 环境保护科研监测所
- 沼气科学研究所
- 南京农业机械化研究所
- 烟草研究所
- 都市农业研究所

### 共建单位
- 柑桔研究所
- 蚕业研究所
- 中国农业遗产研究室
- 水牛研究所
- 草原生态研究所
- 家禽研究所
- 甘薯研究所

## 历任院长
1. 丁颖（1957年9月－1964年10月）
2. 金善宝（1965年7月－1982年6月）
3. 卢良恕（1982年6月－1987年12月）
4. 王连铮（1987年12月－1994年11月）
5. 吕飞杰（1994年11月－2001年7月）
6. 翟虎渠（2001年7月－2011年11月）
7. 李家洋（2011年11月－2016年12月）
8. 唐华俊（2016年12月－2021年10月）
9. 吴孔明（2021年10月－2025年6月）
10. 黃三文（2025年6月－）